# Kommune 1
La Kommune 1 [kɔˈmuːnə aɪ̯ns] était une communauté intentionnelle libertaire de Berlin-Ouest active entre janvier 1967 et novembre 1969. 
Elle était animée par des principes antiautoritaires et hédonistes, dans la droite ligne des manifestations étudiantes de 1968 et de l'opposition extra-parlementaire allemande. Elle était à l'une des vitrines médiatisées de la contre-culture ouest-berlinoise.
La communauté a fréquemment déménagé. D'abord logés dans l'appartement de l'écrivain Hans Magnus Enzensberger dans la Fregestraße 19, puis dans l'atelier d'Uwe Johnson dans la Niedstraße 14 et dans son appartement principal dans la Stierstraße 3 (tous trois situés à Berlin-Friedenau), les « communards » emménagent ensuite à Berlin-Charlottenbourg, dans une maison à l'angle de la Stuttgarter Platz et de la Kaiser-Friedrich-Straße. Le dernier domicile de la communauté sera dans la Stephanstraße 60 à Berlin-Moabit.

## Principes
La communauté s'est formée dans des réunions de travail d'un syndicat étudiant, l'Union socialiste allemande des étudiants, et de membres d'un groupe s'identifiant comme l'Action Subversive Munichoise (Münchner Subversiven Aktion). Ensemble, ils font le constat suivant pour déterminer les habitudes à ne pas reproduire : 
- La famille nucléaire aboutit au fascisme. C'est la plus petite cellule de l'État, dont le caractère oppresseur est ensuite reproduit dans toutes les institutions.
- L'homme et la femme sont dépendants l'un de l'autre et cette dépendance les empêche mutuellement de s'épanouir librement en tant qu'individu.
- Cette cellule familiale doit être anéantie.